# Senjeh District
Senjeh District är ett distrikt i Liberia. Det ligger i regionen Bomi County, i den västra delen av landet, 60 km norr om huvudstaden Monrovia.